# Харбинская соборная мечеть
Харбинская соборная мечеть (кит. 道外清真寺, пиньинь Dàowài Qīngzhēnsì) — татарская мечеть в Харбине, Китай.

## История
Первоначально кирпично-деревянная мечеть была построена в 1897 г. и восстановлена в 1904 г. Заново восстановлена на пожертвования верующих в 1935 году.
Мечеть сделана в аравийском стиле с общей площадью 426 квадратных метров.
Сооружение является поистине жемчужиной Харбина, и с недавних пор охраняется государством в лице муниципалитета.